# Elecciones parlamentarias de Timor Oriental de 2001
Las elecciones parlamentarias de Timor Oriental de 2001 tuvieron lugar el 30 de agosto del mencionado año con el objetivo de elegir a los 88 miembros de la Asamblea Constituyente, la cual se encargaría de redactar la primera constitución del país asiático. Se trató de las primeras elecciones libres y justas que tenían lugar en territorio timorense en toda su historia tras el final del período colonial portugués y la ocupación por parte de Indonesia (1975-1999). Los comicios fueron gestionados por la Administración de Transición de las Naciones Unidas para Timor Oriental (UNTAET), para dar inicio a la segunda fase de la transición a la plena independencia, después de que la mayor parte de la infraestructura timorense fuera destruida por milicias pro-indonesias luego del referéndum de independencia de agosto de 1999. De los 88 escaños de la Asamblea Constituyente, 13 serían elegidos por escrutinio mayoritario uninominal en representación de los trece distritos que componen el país, mientras que los 75 restantes serían elegidos por representación proporcional por listas. Diecisiete partidos presentaron listas para la elección.
El Frente Revolucionario de Timor Oriental Independiente (Fretilin), principal grupo de la resistencia contra la ocupación indonesia y partido gobernante de Timor Oriental durante su breve independencia entre noviembre y diciembre de 1975, obtuvo un triunfo abrumador con el 57,37% de los votos y una mayoría absoluta de 55 escaños. Este resultado permanece hasta la fecha como la victoria más aplastante para un partido político en la historia electoral de Timor Oriental, y la última vez hasta 2018 en que una sola fuerza política obtuvo una mayoría absoluta propia en el legislativo timorense. Se impuso en doce de las trece circunscripciones uninominales y consiguió 43 escaños por lista proporcional.
El resto de los sufragios se vieron atomizados entre distintas fuerzas políticas de variado origen. El Partido Democrático (PD), que se fundó tan solo dos meses antes de la elección bajo el liderazgo de Fernando Lasama de Araújo, obtuvo el 8,72% de los votos y 7 escaños, ocupando el segundo lugar, seguido por el Partido Social Demócrata (PSD) del exgobernador de la ocupación Mário Viegas Carrascalão y la Asociación Social Demócrata Timorense (ASDT) del primer presidente del país Francisco Xavier do Amaral con 6 escaños cada una. Otros cinco partidos (incluyendo la Unión Democrática Timorense, histórica oposición al Fretilin) obtuvieron 2 escaños cada uno y tres partidos obtuvieron solo uno. António da Costa Lelan resultó electo en la circunscripción de Oecusse (un exclave en Timor Occidental) como candidato independiente. Solo cuatro de los partidos que presentaron listas no obtuvieron al menos un escaño, incluyendo a la Asociación Popular Democrática Timorense (APODETI), el único partido que había respaldado la unión con Indonesia. La participación fue del 86,03% del electorado registrado, la más alta hasta la fecha en una elección legislativa.
La Asamblea Constituyente se instaló e invistió un gobierno local autónomo el 20 de septiembre dirigido por un Consejo de Ministros, el primer gobierno electo en la historia del país. El Secretario General del Fretilin, Mari Alkatiri, asumió como presidente del Consejo de Ministros en coalición con el PD, sumando una mayoría de dos tercios. El 20 de mayo de 2002, el protectorado de las Naciones Unidas llegó a su fin y el territorio se independizó como la República Democrática de Timor Oriental. La Asamblea Constituyente se reconstituyó en Parlamento Nacional, y el gobierno de Alkatiri (que cambió su cargo por el de primer ministro) se transformó en el Primer Gobierno Constitucional.

## Sistema electoral
Las elecciones se realizaron siguiendo las normativas de la Regulación n.º 2001/2 dictada por la Administración de Transición de las Naciones Unidas para Timor Oriental, la cual adoptó el carácter de ley electoral. La Regulación disponía que una Asamblea Constituyente unicameral, compuesta por 88 miembros electos, se ocuparía de redactar una constitución para un Timor Oriental independiente y democrático. La constitución entraría en vigor el día de la independencia y la Asamblea Constituyente estaría autorizada a convertirse en un órgano legislativo o disolverse y convocar a nuevas elecciones de acuerdo a lo que deliberara. Ciertas disposiciones pertinentes, como las relativas a la realización de elecciones, podrían activarse antes de la independencia de acuerdo a lo definido por el organismo de transición. La Asamblea Constituyente no podría tomar ninguna decisión sin el consentimiento de al menos 60 de sus 88 miembros.
La elección empleó un sistema de voto paralelo. A efectos de la votación, Timor Oriental sería dividido en trece distritos basados en municipalidades, cada uno de los cuales elegiría un representante que adoptaría el nombre de «representante distritales» y ejercería al mismo tiempo como miembro pleno de la Asamblea Constituyente. Los otros 75 miembros recibieron el nombre de «representantes nacionales» y serían elegidos mediante representación proporcional por listas. Sólo los residentes de un distrito determinado, que se hubieran registrado como tales en ese distrito y estuvieran presentes en ese distrito el día de las elecciones podrán votar por el representante de ese distrito, mientras que todas las personas con derecho a voto que se hubieran registrado en Timor Oriental y que estuvieran presentes en Timor Oriental el día de las elecciones podrían votar por los representante nacionales. Los representantes distritales serían elegidos a simple mayoría de votos, mientras que la distribución de los representantes nacionales se realizaría por sistema d'Hondt. Se reguló el registro de partidos políticos y se habilitaron las candidaturas independientes.
A fin de administrar las elecciones, la Regulación estableció también la Comisión Electoral Independiente. La misma estaría compuesta por el director electoral y cinco comisionados votantes designados por el Secretaría General de las Naciones Unidas, dos de los cuales debían ser timorenses y tres de los cuales debían ser expertos en materia electoral reconocidos internacionalmente. La Comisión Electoral Independiente operaría únicamente para la realización de las elecciones constituyentes, ya que después Timor Oriental debía establecer su propia autoridad electoral.

## Resultados

### Nivel general
|  | 57.37 % |

|  | 61.70 % |

|  | 8.72 % |

|  | 8.91 % |

|  | 8.18 % |

|  | 8.98 % |

|  | 7.84 % |

|  | 3.34 % |

|  | 2.36 % |

|  | 2.96 % |

|  | 2.96 % |

|  | 2.13 % |

|  | 1.70 % |

|  | 2.01 % |

|  | 2.47 % |

|  | 1.98 % |

|  | 0.66 % |

|  | 1.78 % |

|  | 0.76 % |

|  | 1.10 % |

|  | 1.29 % |

|  | 0.66 % |

|  | 0.60 % |

|  | 0.10 % |

|  | 0.56 % |

|  | 0.75 % |

|  | 0.54 % |

|  | 0.49 % |

|  | 0.33 % |

|  | 1.47 % |

|  | 6.05 % |

|  | 94.60 % |

|  | 92.48 % |

|  | 5.40 % |

|  | 7.52 % |

|  | 100.00 % |

|  | 100.00 % |

|  | 86.03 % |

|  | 91.52 % |

### Resultados por circunscripción para representantes distritales
|  | 57.47 % |

|  | 21.50 % |

|  | 11.86 % |

|  | 6.46 % |

|  | 2.71 % |

|  | 59.49 % |

|  | 40.51 % |

|  | 34.63 % |

|  | 19.81 % |

|  | 14.91 % |

|  | 8.74 % |

|  | 8.16 % |

|  | 5.95 % |

|  | 2.94 % |

|  | 2.80 % |

|  | 2.05 % |

|  | 83.31 % |

|  | 16.69 % |

|  | 85.97 % |

|  | 4.38 % |

|  | 3.14 % |

|  | 2.84 % |

|  | 1.35 % |

|  | 1.14 % |

|  | 0.79 % |

|  | 0.40 % |

|  | 95.39 % |

|  | 4.61 % |

|  | 60.34 % |

|  | 16.61 % |

|  | 12.44 % |

|  | 5.22 % |

|  | 2.51 % |

|  | 1.59 % |

|  | 1.29 % |

|  | 95.60 % |

|  | 4.40 % |

|  | 65.74 % |

|  | 22.85 % |

|  | 9.09 % |

|  | 2.32 % |

|  | 94.05 % |

|  | 5.95 % |

|  | 72.49 % |

|  | 12.06 % |

|  | 4.55 % |

|  | 2.75 % |

|  | 2.31 % |

|  | 1.85 % |

|  | 1.63 % |

|  | 1.47 % |

|  | 0.89 % |

|  | 93.48 % |

|  | 6.52 % |

|  | 39.79 % |

|  | 21.17 % |

|  | 19.27 % |

|  | 15.34 % |

|  | 4.43 % |

|  | 87.83 % |

|  | 11.17 % |

|  | 54.93 % |

|  | 13.80 % |

|  | 8.89 % |

|  | 8.81 % |

|  | 3.97 % |

|  | 2.70 % |

|  | 1.75 % |

|  | 1.64 % |

|  | 1.41 % |

|  | 1.36 % |

|  | 0.74 % |

|  | 95.16 % |

|  | 4.84 % |

|  | 78.43 % |

|  | 5.94 % |

|  | 5.73 % |

|  | 4.19 % |

|  | 1.98 % |

|  | 1.56 % |

|  | 1.21 % |

|  | 0.95 % |

|  | 94.61 % |

|  | 5.39 % |

|  | 55.04 % |

|  | 14.19 % |

|  | 11.32 % |

|  | 6.46 % |

|  | 5.43 % |

|  | 3.73 % |

|  | 2.07 % |

|  | 1.76 % |

|  | 91.94 % |

|  | 9.06 % |

|  | 75.12 % |

|  | 8.31 % |

|  | 5.09 % |

|  | 3.76 % |

|  | 3.59 % |

|  | 2.83 % |

|  | 1.31 % |

|  | 77.64 % |

|  | 22.36 % |

|  | 36.06 % |

|  | 32.32 % |

|  | 8.67 % |

|  | 7.90 % |

|  | 6.72 % |

|  | 5.95 % |

|  | 1.53 % |

|  | 1.29 % |

|  | 95.22 % |

|  | 4.78 % |

|  | 81.62 % |

|  | 5.31 % |

|  | 4.48 % |

|  | 4.44 % |

|  | 2.86 % |

|  | 1.30 % |

|  | 93.14 % |

|  | 6.86 % |